# Ray Boone
Raymond Otis Boone (ur. 27 lipca 1923, zm. 17 października 2004) – amerykański baseballista, dwukrotny uczestnik Meczu Gwiazd.
Debiut w Major League Baseball zanotował 3 września 1948 jako zawodnik Cleveland Indians. W tym samym roku zagrał w jednym meczu World Series, w którym Indians pokonali Boston Braves 4–2 i zdobyli drugi w historii tytuł mistrzowski. Grał jeszcze w Detroit Tigers, Chicago White Sox, Kansas City Athletics, Milwaukee Braves i w Boston Red Sox. 
Jego syn Bob Boone oraz wnukowie Aaron Boone i Bret Boone w późniejszym okresie również wystąpili w Meczu Gwiazd MLB.
| Nagroda/wyróżnienie      | Lata       | Źródło |
| 2× All-Star              | 1954, 1956 | [ 1 ]  |
| Zwycięzca w World Series | 1948       | [ 1 ]  |